# Aristòmenes (poeta)
Aristòmenes (en grec antic Ἀριστομένης) fou un poeta còmic d'Atenes de la vella comèdia. Sembla que els autors antics distingien, dins de la vella comèdia, als autors que van viure abans de la Guerra del Peloponès, i els que vivien durant aquesta guerra. Aristòmenes era del segon grup, segons diuen Suides i Eudòxia Macrembolitissa. De vegades se'l ridiculitzava amb l'epítet ὁ Δυροποιός, segurament perquè ell, o potser el seu pare, havia estat un artesà, potser fuster.
L'any 425 aC va donar a conèixer una obra titulada ὑλοφόροι ("uloforoi", que viuen als boscos), quan Aristòfanes presentava la seva obra Els cavallers (Ἱππεῖς) i Cratí d'Atenes feia representar El sàtir (Σάτυροι). Si Aristòmenes va presentar l'any 389 aC una obra titulada Admetus, la seva vida com a autor hauria estat molt llarga. D'aquestes dues obres de teatre no en queda cap resta, però es coneixen els títols i es conserven alguns fragments d'altres tres: 
- Βοηθοί ("els que criden") que a vegades s'atribueix a Aristòfanes. Sovint es confonen als manuscrits els noms d'Aristòmenes i Aristòfanes.
- Γόητες ("impostor")
- Διόνυσος ἀσκητής ("Dionisi pràctic").

Queden alguns fragments dispersos, que no se sap si són d'aquestes obres o d'altres de les que es desconeix el títol.